# Toni Klett
Anton „Toni“ Klett (geb. 21. November 1943) ist ein ehemaliger deutscher Eishockeyspieler.

## Sportliche Karriere
Toni Klett spielte ab den 1960er Jahren bis 1980 als Torhüter für den EC Bad Tölz, mit dessen Mannschaft er 1966 deutscher Meister wurde.
International kam er in der deutschen Eishockeynationalmannschaft in der Saison 1966/67 zum Einsatz. Bei der WM 1966 und WM 1967 arbeitete er als Masseur und war dort einer der Ersatztorhüter.
Später war er auch als Trainer im Nachwuchsbereich des EC Bad Tölz tätig.

## Sonstiges
Toni Klett besaß früher eine Massagepraxis in Bad Tölz.